# Lobras
Lobras è un comune spagnolo di 152 abitanti situato nella comunità autonoma dell'Andalusia.